# Proces de canonizare diecezan
Procesul de canonizare diecezan este prima fază a procesului de canonizare a unei persoane (procedură prin care se recunoaște sfințenia unei persoane în Biserica Catolică) în care se realizează o anchetă de culegere a mărturiilor de la toate persoanele disponibile, consemnând în documente dacă este reală faima Servului lui Dumnezeu, analizând toată viața și scrierile sale. Ceea ce contează în această anchetă nu sunt realizările personale, nici studiile proprii, nici nivelul ierarhic, nici poziția socială, nici funcțiile îndeplinite, nici darurile dumnezeiești primite, nici măcar minunile făcute (deși toate acestea sunt analizate, excepție făcând cele 2 minuni necesare pentru beatificare și canonizare), ci numai sfințenia vieții și virtuțiile practicate până la eroism.